# Ephelis maesi
Ephelis maesi is een vlinder uit de familie van de grasmotten (Crambidae), uit de onderfamilie van de Odontiinae. De wetenschappelijke naam van deze soort is voor het eerst voorgesteld als Emprepes maesi door Wolfram Mey in een publicatie uit 2011.
De soort komt voor in Namibië, Zimbabwe en Zuid-Afrika.